# Earth Defense Force (sorozat)
Az Earth Defense Force vagy ahogy Japánban ismert Csikjú Bóeigun (地球防衛軍, ’Földi Védelmi Erő’) third-person shooter videójáték-sorozat. A sorozatot a japán D3 Publisher jelenteti meg a Simple Series sorozat tagjaként.

## Történet
2013-ban a tudósok űrből érkező rádióhullámokat észlelnek, bebizonyítva ezzel a földönkívüli élet létezését. Néhány évvel később megalapítják Földi Védelmi Erőt (Earth Defense Force), egy a Föld csaknem minden országa által támogatott egyesített nemzetközi katonai egységet arra az esetre, ha az idegenek ellenségesnek bizonyulnak.
A játékos a sorozat összes tagjában egy EDF-katona szerepét ölti magára a földönkívüli megszállás alatt.

## Videójátékok

### Monster Attack
A sorozat első játéka eredetileg Simple 2000 Vol. 31: The Csikjú Bóeigun (Simple 2000 Vol. 31: The 地球防衛軍) címmel jelent meg Japánban PlayStation 2 konzolra. A Csikjú Bóeigunt vagy más címen Earth Defense Force-t a Sandlot fejlesztette a D3 Publisher Simple Series csökkentett ársávú videoátékvonalának tagjakét. Később az Agetec Monster Attack címen megjelentette a játékot Európában.

### Global Defence Force
A Csikjú Bóeigun 2 a sorozat második tagja, ami szintén PlayStation 2-re jelent meg. A játék Európában Global Defence Force címen jelent meg, azonban Észak-Amerikában nem adták ki. 2011. április 7-én Earth Defense Force 2 címen megjelent a játék PlayStation Portable portja Japánban, amit 2014 novemberében Earth Defense Force V2 címen egy PlayStation Vita port követett.

### Global Defence Force: Tactics
A Csikjú Bóeigun: Tactics vagy ahogy Európában ismert, a Global Defence Force: Tactics egy körökre osztott stratégiai játék, amely a Global Defence Force eseményei után játszódik.

### Earth Defense Force 2017
Az Earth Defense Force 2017 vagy ahogy Japánban ismert, a Csikjú Bóeigun 3 a sorozat harmadik játéka, amely Xbox 360-ra jelent meg. A 2017 a sorozat első játéka, amely Észak-Amerikában is megjelent. 2012. június 5-én bejelentették a cím PlayStation Vita verzióját Earth Defense Force 3 Portable címmel. Ebben a változatban helyi és online co-op játékmód is van, illetve Palewing is visszatért a Global Defence Force-ból. A játék 2012. szeptember 27-én jelent meg Japánban.

### Earth Defense Force: Insect Armageddon
Az Earth Defense Force: Insect Armageddon a sorozat negyedik játéka, amely Xbox 360 és PlayStation 3  konzolok mellett Microsoft Windowsra is megjelent. Az Insect Armageddon a sorozat első olyan játéka, melyet nem Japánban fejlesztettek, illetve az első, amelyben szerepel online co-op játékmód.

### Earth Defense Force 2025
Az Earth Defense Force 2025 vagy ahogy Japánban ismert, a Csikjú Bóeigun 4 2013. július 4-én jelent meg Xbox 360 és PlayStation 3 konzolokra Japánban. A játékot a Sandlot fejlesztette, és az Earth Defense Force 2017 közvetlen folytatása. A játék négy szereplős online co-op játékmódot is tartalmaz. A 2025 2014 februárjában jelent meg Európában és Észak-Amerikában. 2015-ben Earth Defense Force 4.1: The Shadow of New Despair címen PlayStation 4 konzolra meg fog jelenni a játék feljavított portja.

### Earth Defense Force 5
Az Earth Defense Force 5-öt vagy ahogy Japánban ismert, a Csikjú Bóeigun 5-öt a 2016-os Tokyo Game Show játékkiállításon jelentették be, és 2017. december 7-én jelent meg Japánban, kizárólag PlayStation 4-re.

### Earth Defense Force: Iron Rain
Az Earth Defense Force: Iron Raint a 2017-es Tokyo Game Show játékkiállításon jelentették be, fejlesztője a Yuke’s.